# Sint Janskerke

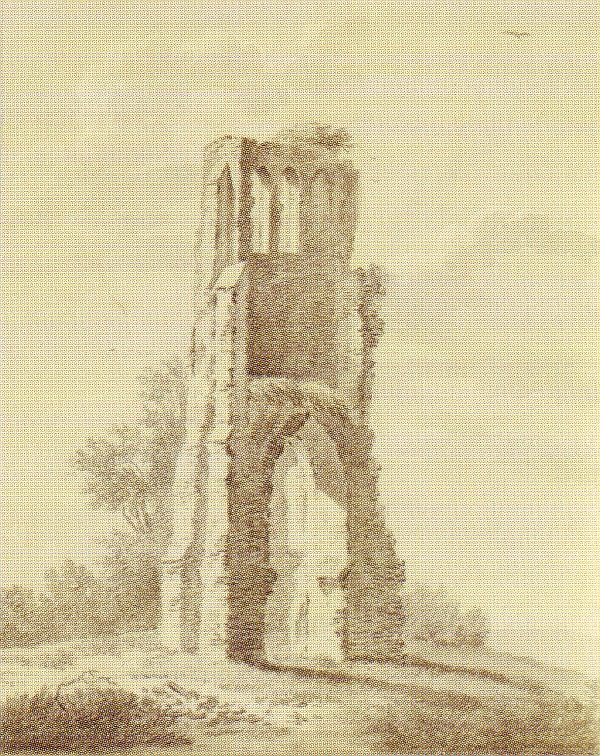
Kerktoren Sint Janskerke 1750

Sint Janskerke (Zeeuws: 's-Janskerke) is een buurtschap in de gemeente Veere in de Nederlandse provincie Zeeland. De buurtschap ligt aan een weg genaamd "Sint Janskerke" en de Thijsweg. De buurtschap is ooit eens vernoemd naar een kerk die gewijd was aan de heilige Sint Jan. Deze kerk is in de Tachtigjarige Oorlog verwoest.
Sint Janskerke was vroeger een heerlijkheid van Middelburg. Nadat Middelburg was gevallen in de Tachtigjarige Oorlog, werd Sint Janskerke een heerlijkheid van Vlissingen. Nadat heerlijkheden werden afgeschaft werd de buurtschap bij gemeente Zoutelande gevoegd. Sint Janskerke hoorde van 1966 tot 1997 tot de gemeente Valkenisse daarna werd de buurtschap opgenomen in de gemeente Veere. De buurtschap valt onder de dorpskern Zoutelande.